# Borgervænget
Borgervænget er gade på Østerbro i København. Den begynder ved Hans Knudsens Plads mod vest og går til et hjørne af Kildevældsparken, hvor den drejer mod nord og ender i et område med flere børneinstitutioner. Tidligere havde gaden også en anden del længere mod øst, der imidlertid blev omdøbt til Sibeliusgade i 2016.
Gaden er en lidt diffus sammensætning af en lang allé og forskellige stikveje til områder med børneinstitutioner, herunder en langs med et af Arrivas garageanlæg for busser. En skyggefuld sti markerer Borgervængets østligste stykke. Her ligger der forskellige beboelseshuse, der vender bagsiden ud mod gaden, så formelt set har ingen af dem adresse på Borgervænget, men på Vognmandsmarken (Kommunefunktionærernes Boligforening). Her lå tidligere Afspændingspædagogernes Aftenskole (APA) samt firmaet Sahva. Idag ejer Region Hovedstaden bygningen, hvor Center for It og Medicoteknologi holder til.

## Historie
Borgervænget har sit navn fra 1921 efter Borgervangen, som var navnet på området mellem Lyngbyvej, Østerbrogade, Jagtvej og Vognmandsmarken. Her kunne Københavns forskellige borgere leje dyrkningen på området. Det kunne også lejes til græsning af heste og kvæg. Navnet kendes tilbage fra 1600-tallet, herefter synes navnet Bryggervangen at have overtaget.
Før 1921 hed gaden Langs Frihavnsbanen efter godsbanen mellem Nørrebro og Frihavnen, der blev anlagt i 1894. I 1931 blev Frihavnsbanen flyttet lidt mod nord og lagt sammen med sporene på Nørrebro-Hellerup-banen, så trafikanterne på Lyngbyvejen slap for to overskæringer tæt på hinanden.
Indtil 2016 havde Borgervænget også en østlig del mellem garageanlægget og Østerbrogade ved Svanemøllen Station. Garageanlægget havde imidlertid sammen med Kildevældsparken i mange år medført, at der ikke havde været nogen direkte forbindelse mellem de to dele. Det betød at gaden ikke kunne leve adressebekendtgørelsen, der kræver at et gadenavn gælder for et sammenhængende færdselsareal. På den baggrund besluttede Københavns Kommunes Teknik- og Miljøudvalget efter indstilling fra Vejnavnenævnet, at den østlige del af gaden skulle skifte navn til Sibeliusgade med virkning fra 1. juni 2016.